# Vanité aux portraits
Pour les articles homonymes, voir Vanité (homonymie).
Vanité aux portraits (ou au portrait), Autoportrait avec symboles de Vanité, ou encore Vanité, nature morte avec portrait d'un jeune peintre, est une peinture de David Bailly, réalisée en 1651, qui mêle les genres du portrait et de la nature morte. Elle est conservée au Stedelijk Museum de Leyde aux Pays-Bas.

## Description
À gauche du tableau, un jeune homme assis nous regarde. Il tient d'une main une baguette qui pourrait servir à nous montrer ce qui l'entoure, mais qui est aussi l'attribut du peintre, et d'une autre le portrait d'un homme plus âgé, dans la même position que lui, posé sur une table. Une bougie éteinte sépare ce portrait de deux autres, celui d'une femme qui nous regarde, posé sur la table, et, derrière lui, celui d'un moine qui le regarde, épinglé au mur auquel la table est adossée. Posés sur la table, une accumulation d'objets : un verre de vin blanc, des sculptures (un saint Sébastien et une jeune bacchante), des fleurs fanées, un sablier, une flûte, des pièces de monnaie, un verre renversé, un collier de perles, un crâne, des livres, une pipe, une dague… En haut, à droite, le tableau est fermé par le drapé d'une tenture. Entre la tenture et le jeune homme, des bulles de savon flottent dans l'air et ramènent le regard vers la reproduction dessinée d'un tableau de Frans Hals, Bouffon jouant du luth, et une palette, accrochés à un mur d'angle.

## Analyse
Le tableau recouvre plusieurs thèmes possibles. Le premier porte sur le rapport entre le jeune homme et l'homme plus âgé dont il tient le portrait à la main, autoportrait du peintre qui a 67 ans lorsqu'il peint ce tableau. Le jeune homme peut alors figurer le peintre dans sa jeunesse ou l'un de ses élèves rendant hommage à son maître. Le deuxième thème possible est celui du portrait lui-même, dont le tableau propose une grande diversité : reconstructions peintes, dessinées, gravées ou sculptées. Un troisième thème est bien sûr celui de la vanité comme catégorie particulière de nature morte. Tous les attributs classiques du genre sont représentés, jusqu'à la feuille en trompe-l'œil qui porte la devise de l'Ecclésiaste (Vanitas vanitatum omnia vanitas, « Vanité des vanités, tout est vanité »), la date et la signature du peintre.